# História da escultura
A história da escultura é o termo para designar todo o conjunto manifestações artísticas dentro da escultura. Assim como a história da arte, ela é dividida em períodos e fases, de modo a facilitar o estudo e a comparação entre os diferentes movimentos artísticos. A história da escultura começa nos tempos pré-históricos e perpassa todas as culturas. 

## Escultura moderna e contemporânea
Em XX século, os escultores participam ativamente da renovação estética iniciada pelas grandes correntes artísticas do início do século, como o Expressionismo (Ernst Barlach, Wilhelm Lehmbruck, Käthe Kollwitz), o Futurismo, o Cubismo (Pablo Picasso, Jacques Lipchitz, Henri Laurens,Ossip Zadkine, Pablo Gargallo, Duchamp-Villon), o Constructivismo (Archipenko, Anton Pevsner, Naum Gabo), Dada (Man Ray, Schwitters), o Symbolismo (Giannino Castiglioni), o Surrealismo (Max Ernst, Alberto Giacometti). 
Escultura abstrata é representada por Brancusi, John Arp, Henry Moore ou Calder e renova ou inicia questões como a remoção da base, a balança volumes, a relação entre cheio e vazio, movimento (escultura cinética), etc.

## Periodização
| - Escultura do Antigo Egito - Escultura da Grécia Antiga - Período Dedálico - Escultura da Grécia arcaica - Estilo Severo - Escultura do Classicismo grego - Escultura do Helenismo - Escultura Etrusca - Escultura da Roma Antiga |

| - Escultura Românica - Escultura Gótica |

| - Escultura Acadêmica - Escultura Neoclássica - Escultura Romântica - Escultura Moderna |

| - Brasil - Egito Antigo - Etrúria - Grécia Antiga - Roma Antiga |

| - Acrólito - Alto-relevo - Arborescultura - Atlante - Baixo-relevo - Bronze - Busto | - Camafeu - Cariátide - Cera perdida - Cinzelação - Contrapposto - Efígie - Entalhe | - Estátua - Estátua de roca - Estátua equestre - Herma - Kore - Kouros - Máscara | - Máscara mortuária - Medalhística - Móbile - Pátina - Relevo - Sarcófago - Talha dourada |

### Temas gerais
- Arte
- Escultura
- História
- Estética
- Cultura
- Movimentos culturais

### História das artes
- História da arte
- História da literatura
- História da arte europeia
- História da arquitectura
- História do cinema
- História da música
- História da pintura